# هوخست (فرانکفورت)
هوخست (به آلمانی: Frankfurt-Höchst) یک منطقهٔ مسکونی در آلمان است که در فرانکفورت واقع شده‌است.

## نگارخانه

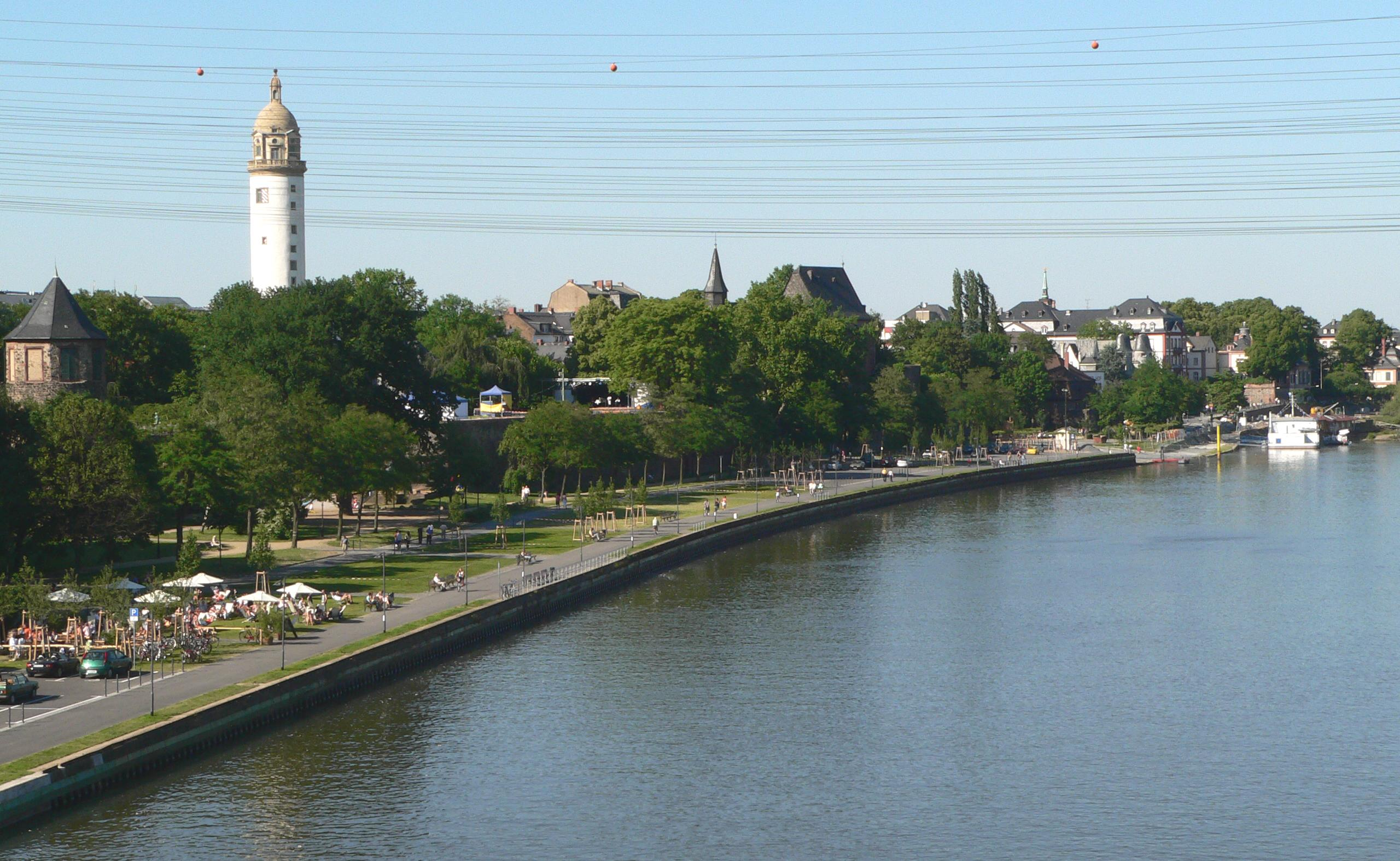
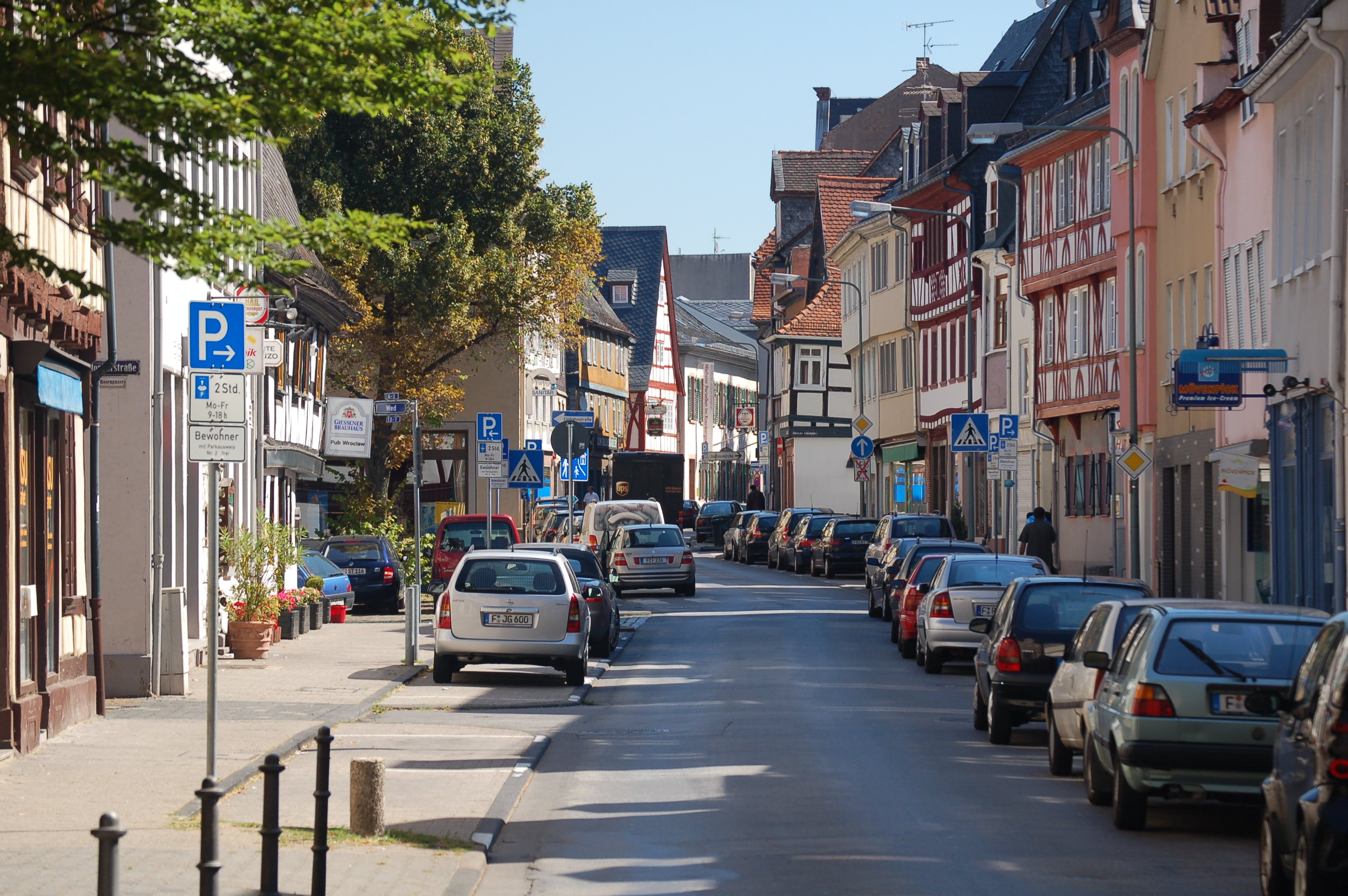
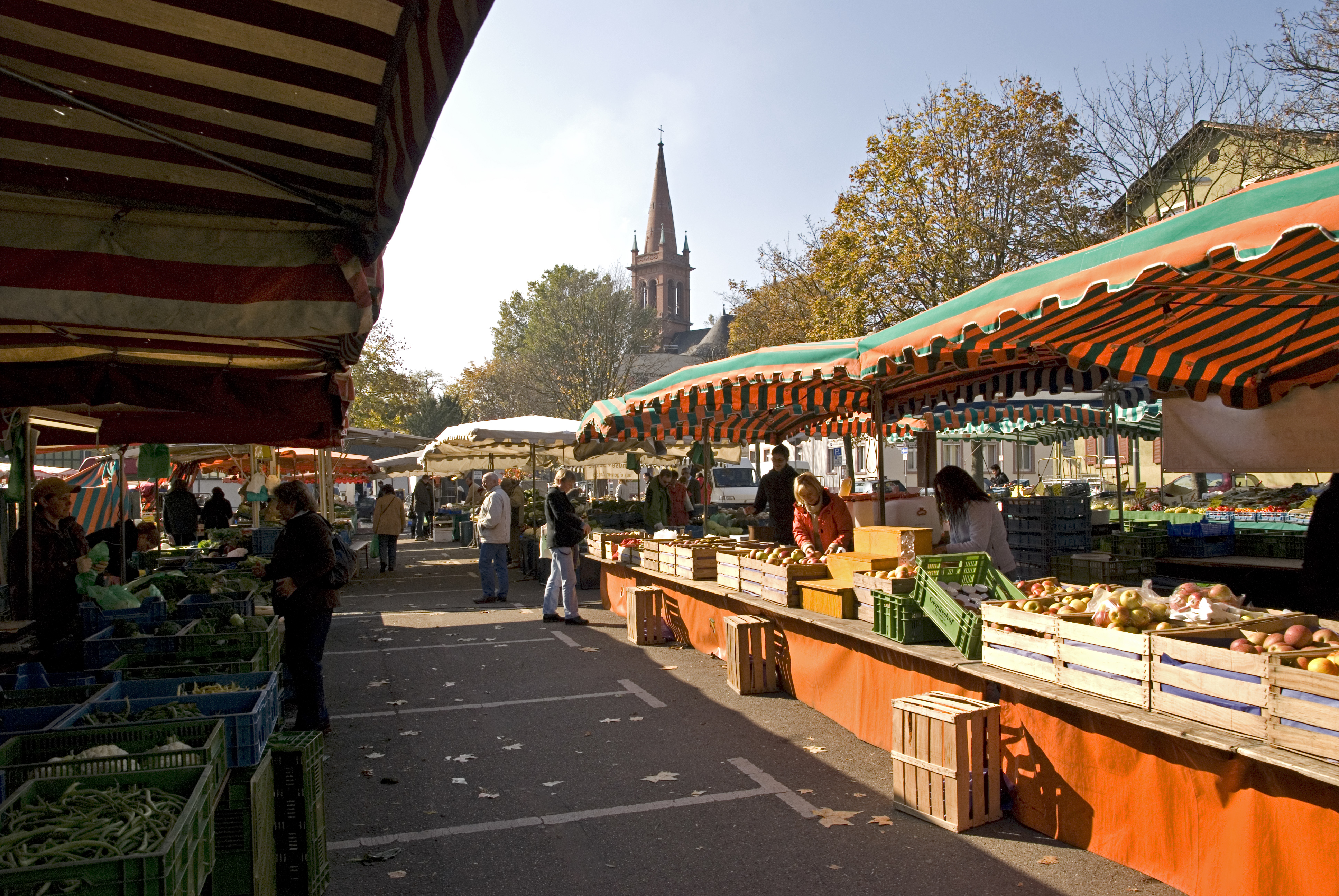
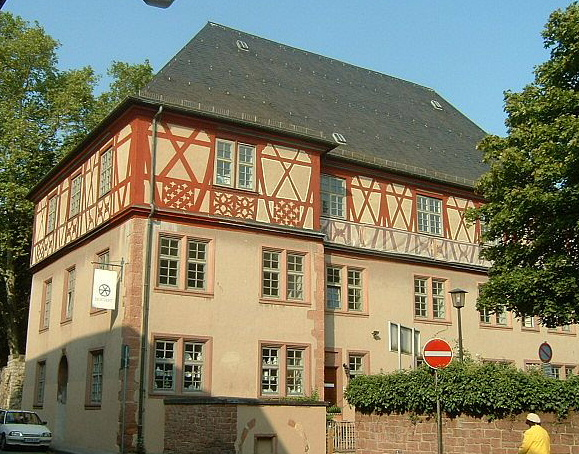

## خصوصیات
هوخست ۱۳٬۷۲۳ نفر جمعیت دارد.